# EDtv
EDtv (titlul original: în engleză EDtv) este un film american de comedie satirică din 1999 regizat de Ron Howard.